# Hervé This
Hervé This, född 5 juni 1955 i Suresnes, Hauts-de-Seine, Frankrike, är en fransk fysikalisk kemist som arbetar för Institut National de la Recherche Agronomique vid Agro ParisTech, i Paris. Han har specialiserat sig på molekylär gastronomi, det vill säga vetenskapen om kulinariska fenomen (mer exakt mekanismerna för fenomen som uppstår under kulinariska omvandlingar).

## Biografi
This tog examen vid École supérieure de physique et de chimie industrielles de la ville de Paris och disputerade för doktorsexamen vid universitetet i Paris VI, på en avhandling med titeln "La gastronomie moléculaire et physique".

## Karriär och vetenskapligt arbete
Tillsammans med den avlidne Nicholas Kurti myntade This 1988 den vetenskapliga termen "molekylär och fysisk gastronomi", som han förkortade till "molekylär gastronomi" efter Kurtis död 1998. Han har skrivit många vetenskapliga publikationer, samt flera böcker i ämnet, som kan förstås även av dem som har liten eller ingen kunskap om kemi. Han samarbetar också med tidskriften Pour la Science, vars syfte är att presentera vetenskapliga begrepp för allmänheten.
Som ledamot av Académie d'agriculture de France sedan 2010 är han ordförande för sektionen "Människoföda" sedan 2011. År 2004 blev han inbjuden av den franska vetenskapsakademin att skapa stiftelsen "Food Science & Culture", där han utsågs till vetenskaplig chef. Samma år blev han ombedd att skapa Institute for Advanced Studies of Taste ("Hautes Etudes du Goût") vid universitetet i Reims Champagne Ardenne, där han är ordförande för utbildningsprogrammet. År 2011 valdes han till konsultprofessor i AgroParisTech, och blev också ombedd att skapa kurser om vetenskap och teknik vid Sciences Po Paris. I juni 2014 startade han "International Center for Molecular Gastronomy AgroParisTech-INRA", för vilket han utsågs till direktör. Samma dag tillkännagav han starten av Free Open International Journal of Molecular Gastronomy.

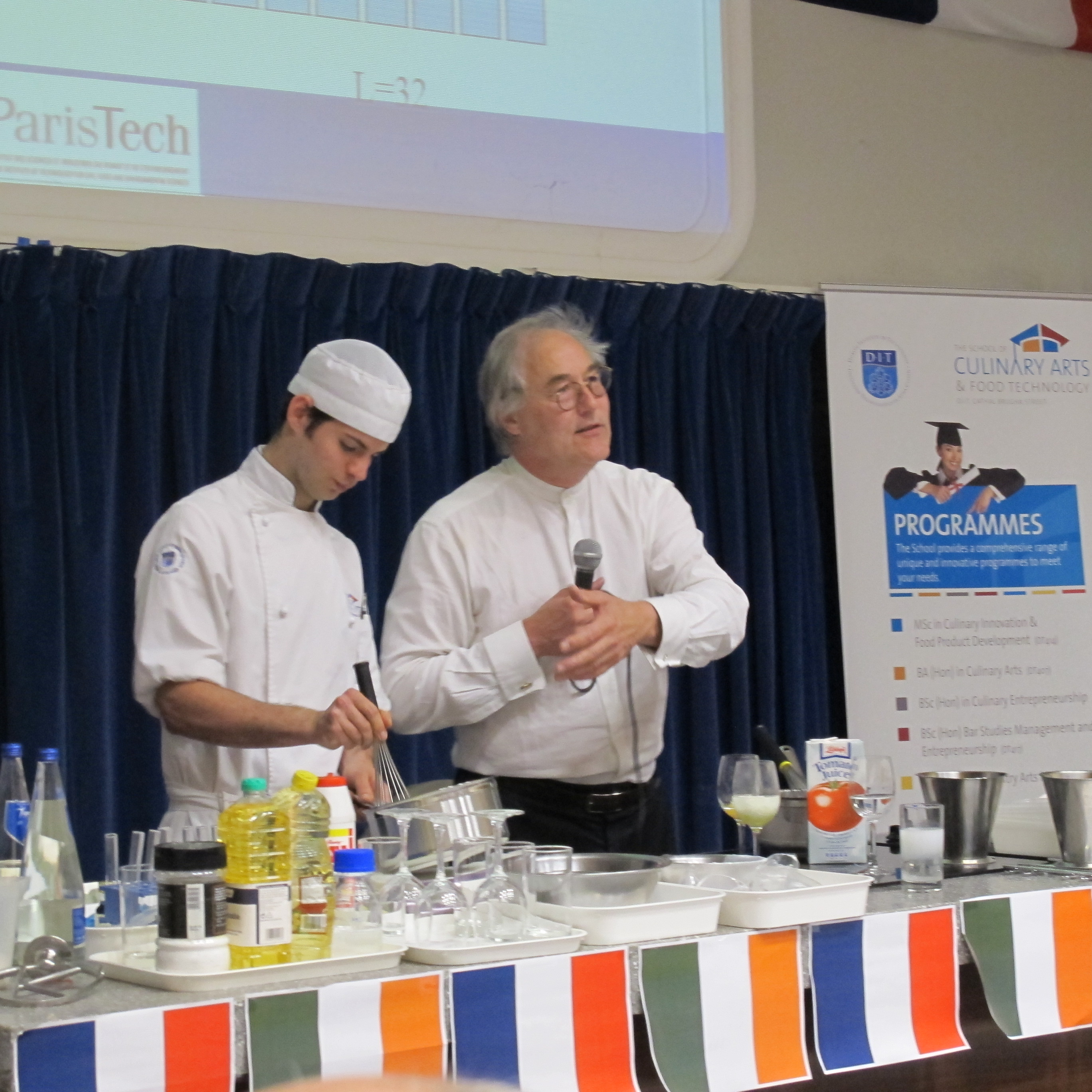
Hervé This vid Dublin Institute of Technology, Cathal Brugha Street, 2011 med studenten Ciarán Elliott som demonstrerar hur man uppnår en större volym när man vispar äggvitor.

Några av This’ upptäckter är "Chocolate Chantilly", ett skum av choklad utan ägg (och även ost Chantilly, smör Chantilly, foie gras Chantilly ...), nya sätt att laga ägg, som han kallade "ägg vid 6X° C" (cirka 65° C, de vita koagulerar, men inte äggulan), och mer allmänt ett stort antal kolloidala system. Han fann också att slå en äggvita efter tillsats av en liten mängd kallt vatten ökar avsevärt mängden skum som produceras. Varje månad lägger han till en ny "uppfinning" i avsnittet Art et Science på kocken Pierre Gagnaires webbplats.
Bortsett från hans vetenskapliga arbete, det senaste "politiska" arbetet av Hervé, This has been the invention (1994) och främjandet av Note by Note cuisine - nästa steg i tillämpningen av vetenskap i köket efter molekylär matlagning. Som en del av det internationella kemiåret 2011 höll den franska ambassaden i Irland i samarbete med Institut Français, Alliance Française Dublin, Lycée Français d'Irlande och den franska handelskommissionen UBIFRANCE ett antal föreläsningar runt Dublin där This utförde demonstrationer och främjade det nya konceptet "note by note" -mat.